# Barran
Barran – miejscowość i gmina we Francji, w regionie Oksytania, w departamencie Gers.
Według danych na rok 1990 gminę zamieszkiwało 618 osób, a gęstość zaludnienia wynosiła 12 osób/km² (wśród 3020 gmin regionu Midi-Pireneje Barran plasuje się na 509. miejscu pod względem liczby ludności, natomiast pod względem powierzchni na miejscu 90.).